# Ambassis nalua
Ambassis nalua es una especie de pez del género Ambassis, familia Ambassidae. Fue descrita científicamente por Hamilton en 1822.
Se distribuye por Asia y Oceanía: India hasta Nueva Guinea y Australia. La longitud total (TL) es de 12,5 centímetros. Habita en aguas salobres, en arroyos bordeados de manglares.
Está clasificada como una especie marina inofensiva para el ser humano.